# Getronics
Getronics was een nationaal en internationaal dienstverlenend Nederlands bedrijf in de ICT-branche. In 2007 kwam het bedrijf in handen van telecommunicatieconcern KPN. Op 1 oktober 2011 verviel de naam Getronics voor de Nederlandse activiteiten, nadat Getronics per 1 september was geïntegreerd in KPN Corporate Market. De internationale activiteiten werden in mei 2012 verkocht aan twee partijen, waarvan er in 2024 nog een bestaat die naam Getronics voert.

## Groeneveld, Groenpol
In 1887 werd in Amsterdam de "Elektrotechnische Fabriek N.V." van Groeneveld, Van der Pol & Co opgericht. De onderneming hield zich bezig met elektrotechnische installaties, zoals van meet- en regelapparatuur, voor openbare voorzieningen en de scheepvaart.
Na de Tweede Wereldoorlog werd "Technisch Verkoop Kantoor Groenpol" opgezet als afzonderlijke verkoopactiviteit. De naam van de holding werd in 1965 gewijzigd in Groenpol NV en die van de distributiedivisie in "Groenpol Industriële Verkoop".

## PinkRoccade
De oorsprong van PinkRoccade was de Rijkscentrale Mechanische Administratie, die bestond sinds 1950 en werd opgericht door Willem Jan Muhring. Later heette dit bedrijf Rijks Computer Centrum. Het was dus een overheidsbedrijf. Na de privatisering in de jaren 90 van de 20e eeuw werd in de loop der jaren de dienstverlening gediversifieerd en uitgebreid. In 2003, voorafgaande aan een tweetal ontslagrondes, telde PinkRoccade 8700 medewerkers.
De privatisering verliep in drie stappen:
1. Eerst een interne verzakelijking. Door het overstappen van een overheidsorgaan naar een N.V. structuur werd de organisatie verplicht btw af te gaan dragen. Met een klantenkring bestaande uit departementen werd de organisatie gedwongen naar interne kostenbesparingen te zoeken.
2. Diversificatie van producten en diensten door interne zowel als externe groei;
3. Afstoting van de aandelen door de staat in tranches, in 1997 en later.

De externe groei vond plaats door een aantal overnames. Het RCC nam de holding Maatschappij voor Informatica Diensten en de holding Bouwfonds Informatica over. In deze laatste had een aantal kleinere bedrijven elkaar gevonden, zoals Data Process uit Amersfoort en L+T Informatica uit Eindhoven. Deze combinatie van RCC met de Bouwfonds Informatica holding ging verder onder de naam Roccade. Na de overname in 1993 van Pink Elephant werden beide labels in 1999 samengevoegd onder één bedrijf PinkRoccade. Na de acquisitie van de TAS groep werd deze naam ook op de markt gebracht. PinkRoccade adopteerde als eerste in Nederland de beheermethode ITIL voor infrastructuur. In 2001 ontwikkelde het bedrijf de methode ASL als beheermethode voor applicaties (model Looijen). Deze methode is onder de auspiciën van de ASL BiSL foundation verder ontwikkeld. Vlak voor de overname door Getronics had de Nederlandse Staat een belang van 25,8% in PinkRoccade.
De naam PinkRoccade is in 2009 weer teruggekeerd in de bedrijven PinkRoccade Local Government ('s-Hertogenbosch) en PinkRoccade Healthcare (Apeldoorn), die door Total Specific Solutions (TSS) van KPN/Getronics werden overgenomen.

## Geveke, Geveke Electronics en Getronics
In 1968 fuseerde Groenpol NV met een ander beursgenoteerd bedrijf: Geveke NV. De nieuwe naam werd Geveke & Groenpol NV. In 1970 kocht SHV het bedrijf Geveke & Groenpol NV. In 1972 deed Groenpol Industriële Verkoop een gedeeltelijke overname van de technische handelsonderneming Koopman & Co, waardoor het bedrijf nu ook te maken kreeg met verkoop en service van randapparatuur voor computers. Inmiddels had het bedrijf ook vestigingen in België, Frankrijk en Duitsland. In datzelfde jaar werd de naam gewijzigd in Geveke Electronics.
In 1976 werd begonnen met verkoop en service op het gebied van producten en systemen voor datacommunicatie en een jaar later werd leveren van onderhoudsdiensten aan derden aan de activiteiten toegevoegd. In 1983 volgde een leveraged buyout: door uitgifte van nieuwe aandelen, slonk het belang van eigenaar SHV tot onder de 50%. De verzelfstandigde bedrijfsonderdelen werden ondergebracht in Geveke Electronics International. Bestuursvoorzitter Ton Risseeuw werd in 1983 benoemd en hij bleef 23 jaar bij het bedrijf tot 1999.
In 1985 kwam het onder de naam Geveke Electronics NV weer op de Amsterdamse beurs, in 1988 veranderde de bedrijfsnaam in Getronics NV. De twee belangrijkste en meest succesvolle activiteiten van het bedrijf waren het aanleggen van netwerken en het onderhoud van computersystemen.
Na de beursnotering in 1985 werden vele kleinere bedrijven overgenomen. De ambities werden steeds groter en in 1999 werd Wang overgenomen voor 3,7 miljard gulden, waarmee Getronics ook in de Verenigde Staten een marktleider wilde worden. Wang was actief in 42 landen en de grote klanten van Getronics konden aldus gemakkelijker worden bediend. Deze overname werd betaald via een lening.
Er diende zich echter een crisis in de ICT-sector aan en in 2003 dreigde Getronics failliet te gaan. Dit kwam mede doordat de integratie bij Wang, dat Olivetti Services had aangekocht, niet optimaal bleek te zijn. In 2003 verkocht Getronics een in salarisberekeningen gespecialiseerd bedrijf met de naam Raet aan Alpinvest en Advent International. Hiermee werd de financiële ondergang afgewend.
Op 14 maart 2005 is de overname van PinkRoccade door Getronics een feit. Getronics betaalde voor PinkRoccade in totaal € 350 miljoen in contanten. Met de overname was de grootste ICT-dienstverlener in Nederland ontstaan. Na de overname van PinkRoccade werden de Nederlandse bedrijfsonderdelen ondergebracht in één BV, onder de merknaam Getronics PinkRoccade. Het maakte deel uit van het wereldwijd opererende Getronics-concern. Overigens werd op 13 oktober 2008 de naam Getronics PinkRoccade verkort tot het internationaal bekendere Getronics. Op 29 juni 2005 vond op de beurs een reverse split plaats van 7 op 1. In 2006 werd PinkRoccade HR Services, de salarisadministratie-activiteiten die eigenaar Getronics na de overname van PinkRoccade in de etalage zette, verkocht aan Randstad voor € 65 miljoen.
Het management had weer grootse plannen en wilde het Amerikaanse Compucom overnemen, dat was voortgekomen uit de ICT-tak van General Electric. Getronics zou voor Compucom ongeveer € 400 miljoen betalen en een deel hiervan moest komen van de opbrengst uit de verkoop van de Italiaanse divisie. Ondertussen vond echter bij Getronics-Italië een miljoenenfraude plaats, waardoor het bedrijf financieel sterk verzwakte. Op 2 augustus 2006 publiceerde Getronics zeer slechte resultaten over het eerste halfjaar en het bedrijf sloot een aandelenemissie of zelfs een overname door de CEO niet uit. Over het hele jaar 2006 leed de automatiseerder, mede door de fraude, een nettoverlies van € 145 miljoen. In 2005 realiseerde het bedrijf nog bescheiden winst van € 4 miljoen. De overname van Compucom ging niet door. Begin 2007 telde Getronics ongeveer 24.000 medewerkers in meer dan 25 landen.

## Overname door en integratie in KPN
Medio 2007 toonden diverse kandidaten belangstelling om Getronics over te nemen: KPN, Capgemini en een niet met name genoemd Amerikaans private equity bedrijf. Op 30 juli 2007 deed KPN een overnamebod van € 766 miljoen euro, ofwel € 6,25 per aandeel. De overname van Getronics door KPN werd op 15 oktober 2007 bevestigd. Na 12 december 2007 was Getronics niet langer beursgenoteerd.
Erik van der Meijden was in 2007 net aangetrokken door KPN om voor KPN een ICT-dienstentak op te zetten. Van der Meijden kreeg ook de leiding over Getronics, en nam de plaats in van Klaas Wagenaar. KPN begon meteen met het afstoten van alle Getronics-activiteiten die niet gerelateerd zijn aan het aanleggen en beheer van IT-infrastructuur.
In juni 2008 werden alle Amerikaanse activiteiten, het vroegere Wang Laboratories, aan CompuCom verkocht voor contanten en een minderheidsbelang in CompuCom. Dit betrof de verkoop van de activiteiten in Canada, de Verenigde Staten en het Global Service Centre in Mexico.
Op 1 december 2008 werd de verkoop van het bedrijfsonderdeel Business Application Services (BAS) aan Capgemini afgerond. Met de verkoop gingen 2300 werknemers over. Capgemini betaalde € 255 miljoen. Het overgebleven onderdeel van BAS, Business Solutions met 800 medewerkers die werkten voor lokale overheden en de zorgsector, vond onderdak bij Total Specific Solutions, dat eerder in het jaar al Everest had overgenomen van Getronics. Het deel dat zich bezighoudt met Microsoft- en .NET-ontwikkeling is in handen gekomen van Delaware.
Op 31 maart 2009 kondigde het moederbedrijf een personeelskrimp van 1400 medewerkers aan, waaronder 700 vaste krachten. Op 17 juni 2011 volgde een verdere krimp met 2500 arbeidsplaatsen. Deels door offshoring, maar ook tegenvallende resultaten maakten het nodig dat er binnen 18 maanden een reductie van arbeidsplaatsen in Nederland plaats moet vinden. Op 30 augustus 2011 werd bekend dat 400 onvoldoende presterende medewerkers moesten vertrekken.
Met de integratie van Getronics Nederland in KPN Corporate Market op 1 september 2011 kwam de naam Getronics op 1 oktober 2011 definitief te vervallen. De Nederlandse activiteiten van Getronics gingen eerst verder onder de naam KPN Corporate Market, en vanaf 1 januari 2013 als KPN IT Solutions, nadat de zakelijke telecomactiviteiten waren belegd binnen KPN Zakelijke Markt.

## Getronics actueel
Internationaal bleef de naam Getronics bestaan, waaronder in België onder de naam Getronics BeLux. In november 2020 werd dit bedrijf failliet verklaard door de ondernemingsrechtbank van Brussel. Er werkten toen nog 220 mensen bij het bedrijf.
In 2012 werden Getronics Europa en APAC verkocht aan Aurelius AG, een Duitse beursgenoteerde industriële holding. Getronics Europa en APAC realiseerden in 2011 een omzet van circa € 450 miljoen met ongeveer 2900 fte's. Eerder dat jaar had Aurelius onderdelen van Thales in Spanje en Argentinië overgenomen die bij Getronics werden ondergberacht. In 2015 was Getronics mede-oprichter van de Global Workspace Alliance (GWA), een samenwerkingsverband van diverse IT-bedrijven. In 2017 kwam Getronics in handen van Grupo Bottega InvestCo, die € 220 miljoen betaalde aan Aerelius. In 2019 werden de nog bestaande Amerikaanse activiteiten afgestoten en gingen Getronics intensiever samenwerken met de GWA partners om deze markt te bedienen. Na een overname door GSH Private Capital in 2020 kwam Getronics in 2023 grotendeels in handen van Cheyne Capital.
De activiteiten van Getronics LATAM zijn verkocht aan OpenGate Capital, een internationale private investeringsmaatschappij. Getronics LATAM realiseerde in 2011 een omzet van circa € 115 miljoen met ongeveer 2000 fte's.